# Municipio de Tonzang
El municipio de Tonzang (birmano: တွန်းဇံမြို့နယ်) es un municipio de Birmania perteneciente al distrito de Falam del Estado Chin. Su capital es Tonzang. En 2014 tenía 31 878 habitantes.
El municipio, con una extensión de 3474 km², se ubica en el tercio septentrional del distrito. Limita al norte con el estado indio de Manipur, al este con los municipios de Tamu y Kale (ambos en la región de Sagaing), al sur con el municipio de Tedim y al oeste con el estado indio de Mizoram.
Es una zona agrícola y ganadera ubicada en el entorno de montaña del río Manipur, considerada por su ubicación remota como el municipio menos desarrollado del estado. El acceso por carretera es difícil debido a la orografía. El ayuntamiento se formó en 1965.
El municipio incluye 31 agrupaciones de pueblos y 91 pueblos. Además de Tonzang, otro asentamiento urbano importante en el municipio es Cikha.